# Чемпионат России по лёгкой атлетике 2014
Чемпионат России по лёгкой атлетике 2014 прошёл 23—26 июля на Центральном стадионе города Казани. Турнир являлся финальным этапом отбора в сборную России для участия в чемпионате Европы по лёгкой атлетике, прошедшем 12—17 августа в швейцарском Цюрихе. В соревнованиях приняли участие 980 спортсменов из 65 регионов страны. Вне конкурса на турнире выступали 4 кенийских легкоатлета, учащиеся Поволжской академии спорта в Казани, в отношении которых существовали планы по их натурализации с целью дальнейших выступлений за сборную России. На протяжении 4 дней было разыграно 38 комплектов медалей.

## Соревнования
Впервые на чемпионате России должны были выступать представители Крыма. Ряд из них вышли на старт в предварительных соревнованиях первого дня турнира, однако на дальнейшее их выступление был наложен запрет Всероссийской федерацией лёгкой атлетики. По словам президента организации, Валентина Балахничёва, это было сделано с целью избежать санкций по отношению как к самим атлетам, так и к федерации со стороны ИААФ.
По целому ряду причин в соревнованиях не выступало большое количество лидеров сборной России, что самым существенным образом отразилось на качестве показанных результатов. По некоторым оценкам общий уровень чемпионата России — 2014 стал одним из самых низких за всю историю проведения турнира. Спортсмены пропускали соревнования в Казани из-за травм, болезней, декретных отпусков, а незадолго до старта главный тренер сборной России Валентин Маслаков объявил об освобождении от участия в турнире около 30 легкоатлетов на основании высоких результатов в сезоне и успешных выступлений на командном чемпионате Европы.
Незадолго до начала турнира стало известно, что не сможет принять в нём участие из-за травмы Олимпийский чемпион 2004 года в беге на 800 метров, один из лучших бегунов России в истории Юрий Борзаковский, сразу после этой новости объявивший о завершении своей спортивной карьеры.
Тем не менее, в некоторых дисциплинах чемпионата России были показаны отличные результаты. В секторе для прыжка в длину у женщин лучший результат сезона в Европе показала в квалификации Анна Кляшторная — 6,93 м. В финале она не смогла приблизиться к этому результату и с лучшей попыткой на 6,58 м стала серебряным призёром, довольно много проиграв победительнице Дарье Клишиной (6,90 м).
В женском прыжке с шестом чемпионкой России с новым личным рекордом и третьим результатом сезона в Европе стала серебряная призёрка чемпионата мира в помещении 2014 года Анжелика Сидорова — 4,70 м. Мужчины в аналогичной дисциплине показали очень высокий уровень средних результатов. Сразу 7 человек взяли высоту 5,61 м и выше, а все три призёра остановились на отметке 5,70 м. Чемпионами стали два атлета, Илья Мудров и Сергей Кучеряну, отказавшиеся от проведения перепрыжки.
Двукратными призёрами чемпионата стали спринтер Константин Петряшов (золото на 200 метров и серебро на стометровке), а также Татьяна Вешкурова, добившаяся успеха как на «гладких» 400 метрах (золото), так и в беге с барьерами (серебро).
В беге на 1500 метров у женщин первое место заняла чемпионка мира 2003 года 39-летняя Татьяна Томашова, вернувшаяся на дорожку после рождения ребёнка.
Впервые на чемпионате России участвовал в распределении мест финалист Олимпийских игр 2012 года в стипль-чезе Иван Лукьянов, получивший в апреле 2014 года российское гражданство (до этого выступал за Молдову). На своей коронной дистанции он завоевал серебряную медаль с результатом 8.26,19.
Новый рекорд России среди девушек до 18 лет на дистанции 100 метров установила 17-летняя Кристина Сивкова, обыгравшая в финале всех лидеров сборной России с результатом 11,31. Предыдущее достижение, установленное ею же двумя неделями ранее, она превзошла на 0,07 секунды и гарантировала себе этим результатом участие в чемпионате Европы.
На протяжении 2014 года в различных городах были проведены также чемпионаты России в отдельных дисциплинах лёгкой атлетики:
- 21—23 февраля — зимний чемпионат России по длинным метаниям (Краснодар)
- 22—23 марта — зимний чемпионат России по спортивной ходьбе (Сочи)
- 6 апреля — чемпионат России по горному бегу (вверх) (Железноводск)
- 26 апреля — чемпионат России по кроссу (весна) (Жуковский)
- 4 мая — чемпионат России по марафону (Волгоград)
- 9—10 мая — чемпионат России по суточному бегу (Москва)
- 17 мая — чемпионат России по горному бегу (вверх-вниз) (Токсово)
- 6—7 июня — чемпионат России по спортивной ходьбе (Чебоксары)
- 9—11 июня — чемпионат России по многоборьям (Чебоксары)
- 9 июля — чемпионат России в беге на 10 000 метров (Ерино)
- 4—7 сентября — чемпионат России по эстафетному бегу (Адлер)
- 6 сентября — чемпионат России по полумарафону (Уфа)
- 27—28 сентября — чемпионат России по кроссу (осень) (Оренбург)
- 26 октября — чемпионат России по горному бегу (длинная дистанция) (Красная Поляна)

## Медалисты

### Мужчины
| Дисциплина                          | Золото                                                                                   | Золото             | Серебро                                                                                    | Серебро            | Бронза                                                                                     | Бронза             |
| ----------------------------------- | ---------------------------------------------------------------------------------------- | ------------------ | ------------------------------------------------------------------------------------------ | ------------------ | ------------------------------------------------------------------------------------------ | ------------------ |
| 100 м (ветер: +0,5 м/с)             | Михаил Идрисов Иркутская область                                                         | 10,34              | Константин Петряшов Вологодская область Санкт-Петербург                                    | 10,50              | Сергей Нестеров Москва Белгородская область                                                | 10,52              |
| 200 м (ветер: +1,8 м/с)             | Константин Петряшов Вологодская область Санкт-Петербург                                  | 21,22              | Валентин Морозов Москва Хабаровский край                                                   | 21,43              | Вячеслав Колесниченко Москва Волгоградская область                                         | 21,45              |
| 400 м                               | Владимир Краснов Иркутская область Московская область                                    | 45,45              | Никита Углов Московская область Липецкая область                                           | 45,53              | Павел Тренихин Тюменская область Свердловская область                                      | 45,72              |
| 800 м                               | Иван Нестеров Свердловская область                                                       | 1.50,76            | Степан Поистогов Москва Свердловская область                                               | 1.51,13            | Влас Бредихин Краснодарский край Пензенская область                                        | 1.51,64            |
| 1500 м                              | Валентин Смирнов Санкт-Петербург                                                         | 3.43,65            | Вячеслав Соколов Москва Челябинская область                                                | 3.43,82            | Александр Иванов Бурятия                                                                   | 3.44,77            |
| 5000 м                              | Егор Николаев Свердловская область Башкортостан                                          | 13.42,84           | Андрей Сафронов Башкортостан Челябинская область                                           | 13.47,78           | Андрей Минжулин Свердловская область                                                       | 13.49,85           |
| 3000 м с препятствиями              | Николай Чавкин Москва Свердловская область                                               | 8.25,59            | Иван Лукьянов Москва                                                                       | 8.26,19            | Андрей Фарносов Москва                                                                     | 8.28,73            |
| 110 м с барьерами (ветер: +0,1 м/с) | Константин Шабанов Москва Псковская область                                              | 13,67              | Евгений Борисов Московская область                                                         | 14,00              | Кирилл Невдах Краснодарский край                                                           | 14,01              |
| 400 м с барьерами                   | Тимофей Чалый Красноярский край Московская область                                       | 49,15              | Денис Кудрявцев Тюменская область Челябинская область                                      | 49,32              | Олег Миронов Москва Пермский край                                                          | 50,11              |
| Прыжок в высоту                     | Даниил Цыплаков Хабаровский край                                                         | 2,32 м             | Алексей Дмитрик Краснодарский край Санкт-Петербург                                         | 2,28 м             | Дмитрий Семёнов Московская область Смоленская область                                      | 2,26 м             |
| Прыжок с шестом                     | Илья Мудров Ярославская область                                                          | 5,70 м             | не вручалась                                                                               |                    | Александр Грипич [a] Краснодарский край Ростовская область                                 | 5,61 м [a]         |
| Прыжок с шестом                     | Сергей Кучеряну Москва Санкт-Петербург                                                   | 5,70 м             | не вручалась                                                                               |                    | Александр Грипич [a] Краснодарский край Ростовская область                                 | 5,61 м [a]         |
| Прыжок в длину                      | Александр Петров Москва Брянская область                                                 | 8,02 м (+3,5 м/с)  | Павел Шалин Москва Липецкая область                                                        | 7,92 м (+1,9 м/с)  | Денис Богданов Москва Волгоградская область                                                | 7,92 м (+1,8 м/с)  |
| Тройной прыжок                      | Алексей Фёдоров Московская область Смоленская область                                    | 17,07 м (+0,9 м/с) | Юрий Ковалёв Москва Ростовская область                                                     | 16,63 м (+1,1 м/с) | Игорь Спасовходский Москва                                                                 | 16,57 м (+0,5 м/с) |
| Толкание ядра                       | Александр Лесной Краснодарский край                                                      | 20,57 м            | Валерий Кокоев Москва Северная Осетия                                                      | 20,21 м            | Константин Лядусов Ростовская область                                                      | 20,08 м            |
| Метание диска                       | Глеб Сидорченко Москва Ставропольский край                                               | 62,47 м            | Виктор Бутенко Москва Ставропольский край                                                  | 61,98 м            | Магомедсалам Магомедов Краснодарский край Дагестан                                         | 60,56 м            |
| Метание молота                      | Алексей Королёв Москва Санкт-Петербург                                                   | 74,28 м            | Денис Лукьянов Московская область Ростовская область                                       | 74,23 м            | Анатолий Поздняков Москва Санкт-Петербург                                                  | 74,09 м            |
| Метание копья                       | Валерий Иордан Московская область                                                        | 78,20 м            | Дмитрий Тарабин Краснодарский край Московская область                                      | 74,63 м            | Герман Комаров Санкт-Петербург                                                             | 73,95 м            |
| Эстафета 4×100 м                    | Санкт-Петербург · Максим Рафилович · Константин Петряшов · Иван Шаблюев · Артур Рейсбих  | 40,15              | Иркутская область · Вячеслав Егоров · Александр Фильшин · Артём Копырялов · Михаил Идрисов | 40,17              | Москва · Александр Шпаер · Валентин Морозов · Роман Смирнов · Вячеслав Колесниченко        | 40,19              |
| Эстафета 4×400 м                    | Тюменская область · Александр Сигаловский · Семён Голубев · Павел Савин · Павел Тренихин | 3.06,32            | Санкт-Петербург · Иван Шаблюев · Юрий Трамбовецкий · Сергей Петухов · Максим Рафилович     | 3.06,84            | Ульяновская область [b] · Ильфат Садеев · Андрей Галацков · Алексей Мокров · Артём Федотов | 3.08,43 [b]        |

a  19 апреля 2017 года Всероссийская федерация лёгкой атлетики сообщила о дисквалификации на 2 года прыгуна с шестом Дмитрия Стародубцева. Его допинг-проба, взятая на Олимпийских играх 2012 года, дала положительный результат на дегидрохлорметилтестостерон. Результаты спортсмена с 10 августа 2012 года по 9 августа 2014 года были аннулированы, в том числе третье место на чемпионате России — 2014 с результатом 5,70 м.

b  26 сентября 2017 года Всероссийская федерация лёгкой атлетики сообщила о дисквалификации на 4 года российского бегуна на 400 метров Максима Дылдина. Перепроверка его допинг-проб, взятых на Олимпийских играх 2012 года, дала положительный результат на туринабол. Все результаты спортсмена, показанные после 5 августа 2012 года, были аннулированы, в том числе третье место сборной Пермского края (Максим Дылдин, Павел Ивашко, Алексей Кёниг, Дмитрий Коробов) в эстафете 4×400 метров на чемпионате России 2014 года с результатом 3.06,93.

### Женщины
| Дисциплина                          | Золото                                                                                | Золото             | Серебро                                                                                             | Серебро            | Бронза | Бронза             |
| ----------------------------------- | ------------------------------------------------------------------------------------- | ------------------ | --------------------------------------------------------------------------------------------------- | ------------------ | --- | ------------------ |
| 100 м (ветер: +1,0 м/с)             | Кристина Сивкова Москва                                                               | 11,31              | Наталья Русакова Москва Санкт-Петербург                                                             | 11,45              | Марина Пантелеева Москва Липецкая область                                                                   | 11,46              |
| 200 м (ветер: +0,6 м/с)             | Елизавета Савлинис Москва Санкт-Петербург                                             | 23,25              | Екатерина Вуколова Москва Ульяновская область                                                       | 23,29              | Александра Федорива-Шпаер Москва                                                                            | 23,45              |
| 400 м                               | Татьяна Вешкурова Свердловская область Пермский край                                  | 51,48              | Екатерина Реньжина Москва Тульская область                                                          | 51,67              | Ксения Задорина Москва Санкт-Петербург                                                                      | 51,81              |
| 800 м                               | Светлана Рогозина Москва Саха-Якутия                                                  | 1.59,54            | Евгения Субботина [c] Москва Пермский край                                                          | 2.01,05 [c]        | Анна Мусина [c] Башкортостан                                                                                | 2.01,13 [c]        |
| 1500 м                              | Татьяна Томашова [c] Пермский край                                                    | 4.06,77 [c]        | Кристина Угарова [c] Москва Курская область                                                         | 4.08,24 [c]        | Анна Щагина [c] Москва                                                                                      | 4.08,57 [c]        |
| 5000 м                              | Елена Коробкина Москва Липецкая область                                               | 15.20,98           | Наталья Попкова Москва                                                                              | 15.31,27           | Гульшат Фазлитдинова Московская область Башкортостан                                                        | 15.32,15           |
| 3000 м с препятствиями              | Наталья Аристархова Красноярский край                                                 | 9.32,98            | Екатерина Соколенко Томская область Новосибирская область                                           | 9.34,12            | Наталья Власова Москва Приморский край                                                                      | 9.34,62            |
| 100 м с барьерами (ветер: −0,7 м/с) | Светлана Топилина Кемеровская область Московская область                              | 13,03              | Нина Аргунова Краснодарский край                                                                    | 13,13              | Татьяна Дектярёва [d] Московская область Свердловская область                                               | 13,20 [d]          |
| 400 м с барьерами                   | Ирина Давыдова Москва Московская область                                              | 55,44              | Татьяна Вешкурова Свердловская область Пермский край                                                | 56,25              | Вера Рудакова Москва Пермский край                                                                          | 56,30              |
| Прыжок в высоту                     | Мария Кучина Московская область Кабардино-Балкария                                    | 1,92 м             | Татьяна Мнацаканова Москва                                                                          | 1,90 м             | Оксана Краснокутская Краснодарский край Санкт-Петербург                                                     | 1,84 м             |
| Прыжок в высоту                     | Мария Кучина Московская область Кабардино-Балкария                                    | 1,92 м             | Татьяна Мнацаканова Москва                                                                          | 1,90 м             | Татьяна Кивимяги Москва                                                                                     | 1,84 м             |
| Прыжок с шестом                     | Анжелика Сидорова Москва Чувашия                                                      | 4,70 м             | Анастасия Савченко Москва Санкт-Петербург                                                           | 4,50 м             | Ангелина Краснова Москва Иркутская область                                                                  | 4,45 м             |
| Прыжок в длину                      | Дарья Клишина Москва Тверская область                                                 | 6,90 м (+0,1 м/с)  | Анна Кляшторная Москва Санкт-Петербург                                                              | 6,58 м (−0,4 м/с)  | Ольга Балаева Волгоградская область                                                                         | 6,55 м (−0,1 м/с)  |
| Тройной прыжок                      | Екатерина Конева Хабаровский край                                                     | 14,84 м (+2,1 м/с) | Алсу Муртазина Татарстан                                                                            | 14,50 м (+1,9 м/с) | Ирина Гуменюк Санкт-Петербург                                                                               | 14,31 м (+2,3 м/с) |
| Толкание ядра                       | Ирина Тарасова [e] Москва Ростовская область                                          | 18,06 м [e]        | Анастасия Бессольцева [e] Москва                                                                    | 16,96 м [e]        | Анна Омарова [e] Ставропольский край                                                                        | 16,77 м [e]        |
| Метание диска                       | Юлия Мальцева Москва ХМАО-Югра                                                        | 58,42 м            | Светлана Сайкина Москва Нижегородская область                                                       | 58,13 м            | Татьяна Журавлёва Татарстан                                                                                 | 54,02 м            |
| Метание молота                      | Оксана Кондратьева [f] Москва Московская область                                      | 69,51 м [f]        | Елена Ригерт [f] Московская область Ростовская область                                              | 68,47 м [f]        | Алёна Лысенко [f] Москва Владимирская область                                                               | 66,83 м [f]        |
| Метание копья                       | Виктория Сударушкина Москва Санкт-Петербург                                           | 58,53 м            | Оксана Громова Московская область Москва                                                            | 53,96 м            | Ксения Зыбина Санкт-Петербург                                                                               | 53,92 м            |
| Эстафета 4×100 м                    | Москва · Марина Пантелеева · Наталья Русакова · Елизавета Савлинис · Кристина Сивкова | 43,30              | Иркутская область · Вероника Мартьянова · Анастасия Кочержова · Валентина Карнаухова · Елена Болсун | 44,60              | Москва · Виктория Ярушкина · Ольга Терёхина · Екатерина Вороненкова · Юлия Чермошанская                     | 44,84              |
| Эстафета 4×400 м                    | Москва · Мария Николаева · Надежда Котлярова · Екатерина Вуколова · Юлия Терехова     | 3.29,57            | Пермский край · Мария Михайлюк · Кристина Мальвинова · Лилия Гафиятуллина · Евгения Субботина       | 3.30,05            | Иркутская область [g] · Елена Дранишникова · Валентина Карнаухова · Анастасия Кочержова · Марина Коновалова | 3.36,95 [g]        |

c  20 декабря 2017 года Спортивный арбитражный суд дисквалифицировал на 2,5 года российскую бегунью на средние дистанции Светлана Карамашеву. На основании отклонений в её биологическом паспорте крови был сделан вывод о применении спортсменкой допинга. Все выступления Карамашевой с 14 июля 2012 года по 6 августа 2014 года были аннулированы, в том числе второе место в беге на 800 метров (2.00,30) и первое место в беге на 1500 метров (4.04,45) на чемпионате России 2014 года.

29 ноября 2016 года Спортивный арбитражный суд в Лозанне принял решение о дисквалификации российской бегуньи на средние дистанции Екатерина Шарминой (Мартыновой). Спортсменка была отстранена от соревнований на три года, а её результаты после 17 июня 2011 года — аннулированы, в том числе третье место на чемпионате России — 2014 в беге на 1500 метров с результатом 4.07,45.

d  1 февраля 2019 года стало известно, что Спортивный арбитражный суд на основании доклада Макларена и показаний Григория Родченкова признал 12 российских легкоатлетов виновными в нарушении антидопинговых правил. Среди них оказалась специалистка барьерного спринта Екатерина Галицкая. Все её результаты с 15 июля 2012 года по 31 декабря 2014 года были аннулированы, в том числе третье место на чемпионате России — 2014 на дистанции 100 метров с барьерами с результатом 13,17.

e  19 апреля 2017 года Всероссийская федерация лёгкой атлетики сообщила о дисквалификации на 2 года толкательницы ядра Евгении Колодко. Её допинг-проба, взятая на Олимпийских играх 2012 года, дала положительный результат на дегидрохлорметилтестостерон. Результаты спортсменки с 6 августа 2012 года по 5 августа 2014 года были аннулированы, в том числе первое место на чемпионате России — 2014 с результатом 19,29 м.

f  19 апреля 2017 года Всероссийская федерация лёгкой атлетики сообщила о дисквалификации на 2 года метательницы молота Анны Булгаковой. Её допинг-проба, взятая на чемпионате мира 2013 года, дала положительный результат на дегидрохлорметилтестостерон. Результаты спортсменки с 16 августа 2013 года по 15 августа 2015 года были аннулированы, в том числе первое место на чемпионате России — 2014 с результатом 73,31 м.

1 февраля 2019 года стало известно, что Спортивный арбитражный суд на основании доклада Макларена и показаний Григория Родченкова признал 12 российских легкоатлетов виновными в нарушении антидопинговых правил. Среди них оказалась метательница молота Мария Беспалова. Все её результаты с 17 июля 2012 года по 26 октября 2015 года были аннулированы, в том числе третье место на чемпионате России — 2014 с результатом 69,43 м.

g  26 января 2017 года Международная ассоциация легкоатлетических федераций опубликовала список спортсменов, дисквалифицированных в связи с допинговыми нарушениями. Среди них оказалась и российская бегунья на 800 метров Анастасия Баздырева, отстранённая от соревнований на 2 года на основании отклонений показателей крови в биологическом паспорте. Её результаты с 23 апреля 2014 года были аннулированы, в том числе третье место сборной Свердловской области (Ирина Такунцева, Екатерина Поистогова, Екатерина Сунцова, Анастасия Баздырева) на чемпионате России 2014 года в эстафете 4×400 метров с результатом 3.32,01.

## Зимний чемпионат России по длинным метаниям
Зимний чемпионат России по длинным метаниям 2014 прошёл 21—23 февраля в Краснодаре на стадионе «Труд». Соревнования проводились отдельно во всех возрастных категориях: среди взрослых, молодёжи (до 23 лет), юниоров (до 20 лет) и юношей (до 18 лет). В метании молота среди девушек до 18 лет новый рекорд России установила 15-летняя Софья Палкина — 65,20 м (вес снаряда — 3 кг).

### Мужчины
| Дисциплина     | Золото                                    | Золото  | Серебро                                              | Серебро | Бронза                                             | Бронза  |
| -------------- | ----------------------------------------- | ------- | ---------------------------------------------------- | ------- | -------------------------------------------------- | ------- |
| Метание диска  | Виктор Бутенко Москва Ставропольский край | 61,75 м | Николай Седюк Москва Нижегородская область           | 59,93 м | Магомедсалам Магомедов Краснодарский край Дагестан | 59,20 м |
| Метание молота | Сергей Литвинов Мордовия                  | 77,21 м | Денис Лукьянов Московская область Ростовская область | 75,84 м | Анатолий Поздняков Москва Санкт-Петербург          | 75,71 м |
| Метание копья  | Игорь Сухомлинов Санкт-Петербург          | 75,46 м | Дмитрий Бекетов Ставропольский край                  | 73,90 м | Александр Харитонов Москва Санкт-Петербург         | 72,30 м |

### Женщины
| Дисциплина     | Золото                                           | Золото      | Серебро                                  | Серебро     | Бронза                                       | Бронза      |
| -------------- | ------------------------------------------------ | ----------- | ---------------------------------------- | ----------- | -------------------------------------------- | ----------- |
| Метание диска  | Екатерина Строкова Москва Нижегородская область  | 60,28 м     | Юлия Мальцева Москва ХМАО-Югра           | 60,06 м     | Екатерина Бурмистрова Санкт-Петербург        | 52,90 м     |
| Метание молота | Оксана Кондратьева [h] Москва Московская область | 68,52 м [h] | Нина Волкова [h] Самарская область       | 68,04 м [h] | Наталья Полякова [h] Москва Брянская область | 67,60 м [h] |
| Метание копья  | Любовь Жаткина Москва Ставропольский край        | 59,34 м     | Оксана Громова Московская область Москва | 55,46 м     | Ксения Зыбина Санкт-Петербург                | 53,42 м     |

h  19 апреля 2017 года Всероссийская федерация лёгкой атлетики сообщила о дисквалификации на 2 года метательницы молота Анны Булгаковой. Её допинг-проба, взятая на чемпионате мира 2013 года, дала положительный результат на дегидрохлорметилтестостерон. Результаты спортсменки с 16 августа 2013 года по 15 августа 2015 года были аннулированы, в том числе первое место на зимнем чемпионате России по длинным метаниям — 2014 с результатом 74,16 м.

## Зимний чемпионат России по спортивной ходьбе
Зимний чемпионат России по спортивной ходьбе 2014 прошёл 22—23 марта в Сочи на базе ФГУП «Юг-Спорт». Мужчины соревновались на дистанциях 20 км и 35 км, женщины — на 20 км.

### Мужчины
| Дисциплина      | Золото                      | Золото      | Серебро                          | Серебро     | Бронза                       | Бронза      |
| --------------- | --------------------------- | ----------- | -------------------------------- | ----------- | ---------------------------- | ----------- |
| Ходьба на 20 км | Денис Стрелков [i] Мордовия | 1:20.58 [i] | Пётр Трофимов [i] Москва Чувашия | 1:21.11 [i] | Андрей Рузавин [i] Мордовия  | 1:21.47 [i] |
| Ходьба на 35 км | Иван Носков [j] Мордовия    | 2:30.14 [j] | Денис Асанов [j] Мордовия        | 2:32.14 [j] | Роман Евстифеев [j] Мордовия | 2:33.00 [j] |

i  22 марта 2019 года Всероссийская федерация лёгкой атлетики сообщила о дисквалификации на 3 года российского ходока Александра Иванова. Решение было принято на основании отклонений в биологическом паспорте спортсмена, которые указывали на применение допинга. Все результаты Иванова с 9 июля 2012 года по 17 августа 2014 года были аннулированы, в том числе первое место на зимнем чемпионате России — 2014 в ходьбе на 20 км с результатом 1:20.44.

j  18 октября 2017 года Всероссийская федерация лёгкой атлетики дисквалифицировала на четыре года ходока Алексея Барцайкина на основании показателей биологического паспорта. Все выступления спортсмена с 9 сентября 2012 года были аннулированы, в том числе третье место на зимнем чемпионате России по ходьбе — 2014 на дистанции 35 км с результатом 2:32.10.

8 февраля 2018 года Всероссийская федерация лёгкой атлетики сообщила о санкциях в отношении ходока Михаила Рыжова. На основании данных биологического паспорта был сделан вывод о применении спортсменом допинга. Все его выступления с 9 сентября 2012 года по 2 июня 2015 года были аннулированы, в том числе первое место на зимнем чемпионате России по ходьбе — 2014 на дистанции 35 км с результатом 2:28.11.

### Женщины
| Дисциплина      | Золото                    | Золото  | Серебро                        | Серебро | Бронза                              | Бронза      |
| --------------- | ------------------------- | ------- | ------------------------------ | ------- | ----------------------------------- | ----------- |
| Ходьба на 20 км | Анися Кирдяпкина Мордовия | 1:28.05 | Вера Соколова Мордовия Чувашия | 1:28.32 | Марина Пандакова [k] Москва Чувашия | 1:28.48 [k] |

k  19 сентября 2014 года Всероссийская федерация лёгкой атлетики на своём официальном сайте сообщила о дисквалификации представительницы спортивной ходьбы Ирины Юмановой. В её допинг-пробе, взятой 22 марта в Сочи, были обнаружены следы применения запрещённых препаратов. Решением Антидопинговой комиссии ВФЛА спортсменка была отстранена от участия в соревнованиях на 2 года, а её результат на зимнем чемпионате России по спортивной ходьбе — 2014 (3-е место с временем 1:28.44) — аннулирован.

## Чемпионат России по горному бегу (вверх)
XV чемпионат России по горному бегу (вверх) состоялся 6 апреля 2014 года в Железноводске, Ставропольский край. Участники выявляли сильнейших на трассе, проложенной на склоне горы Бештау. Соревнования проходили при температуре воздуха +2 градуса и практически полном отсутствии ветра. На старт вышли 77 участников (50 мужчин и 27 женщин) из 26 регионов России. Андрей Шкляев и Нигина Хаитова впервые стали чемпионами России по горному бегу вверх.

### Мужчины
| Дисциплина                            | Золото                 | Золото | Серебро                         | Серебро | Бронза                                | Бронза |
| ------------------------------------- | ---------------------- | ------ | ------------------------------- | ------- | ------------------------------------- | ------ |
| 9,65 км перепад высот: +1145 м −189 м | Андрей Шкляев Удмуртия | 55.02  | Арсель Фасхетдинов Башкортостан | 55.29   | Руслан Хорошилов Белгородская область | 55.52  |

### Женщины
| Дисциплина                       | Золото                           | Золото | Серебро                              | Серебро | Бронза                           | Бронза |
| -------------------------------- | -------------------------------- | ------ | ------------------------------------ | ------- | -------------------------------- | ------ |
| 5 км перепад высот: +884 м −98 м | Нигина Хаитова Кировская область | 42.45  | Екатерина Митяева Краснодарский край | 43.34   | Галина Егорова Самарская область | 43.50  |

## Чемпионат России по кроссу (весна)
Весенний чемпионат России по кроссу состоялся 26 апреля 2014 года в городе Жуковский, Московская область. Было разыграно 4 комплекта наград. Мужчины соревновались на дистанциях 4 км и 8 км, женщины — 2 км и 6 км. Чемпион прошлого года на дистанции 4 км Егор Николаев на этот раз выиграл забег на дистанции вдвое длиннее.

### Мужчины
| Дисциплина | Золото                            | Золото | Серебро                                  | Серебро | Бронза                        | Бронза |
| ---------- | --------------------------------- | ------ | ---------------------------------------- | ------- | ----------------------------- | ------ |
| Кросс 4 км | Алексей Попов Воронежская область | 11.19  | Алексей Чистов Москва Орловская область  | 11.20   | Павел Адышкин Москва          | 11.21  |
| Кросс 8 км | Егор Николаев Башкортостан        | 23.33  | Михаил Стрелков Москва Орловская область | 23.40   | Иван Коняев Самарская область | 23.47  |

### Женщины
| Дисциплина | Золото                              | Золото | Серебро                                              | Серебро | Бронза                                                        | Бронза   |
| ---------- | ----------------------------------- | ------ | ---------------------------------------------------- | ------- | ------------------------------------------------------------- | -------- |
| Кросс 2 км | Людмила Лебедева Москва Марий Эл    | 5.58   | Елена Кобелева Новосибирская область                 | 6.03    | Екатерина Соколенко [l] Томская область Новосибирская область | 6.06 [l] |
| Кросс 6 км | Алла Кулятина Новосибирская область | 19.47  | Гульшат Фазлитдинова Московская область Башкортостан | 20.01   | Олеся Шуклина Мордовия Свердловская область                   | 20.01    |

l  20 декабря 2017 года Спортивный арбитражный суд дисквалифицировал на 2,5 года российскую бегунью на средние дистанции Светлана Карамашеву. На основании отклонений в её биологическом паспорте крови был сделан вывод о применении спортсменкой допинга. Все выступления Карамашевой с 14 июля 2012 года по 6 августа 2014 года были аннулированы, в том числе третье место на весеннем чемпионате России по кроссу 2014 года на дистанции 2 км с результатом 6.04.

## Чемпионат России по марафону
Чемпионат России по марафону 2014 состоялся 4 мая в Волгограде в рамках Волгоградского международного марафона. На старт вышли 128 легкоатлетов. Трасса представляла собой 5-километровый круг, проложенный в центральной части города (улица Маршала Чуйкова). В забеге мужчин во второй раз в карьере чемпионом страны в марафонском беге стал Сергей Рыбин (впервые — в 2009 году). Соревнования прошли при комфортной погоде (до +20 градусов) с небольшим ветром.

### Мужчины
| Дисциплина | Золото                | Золото  | Серебро                  | Серебро | Бронза                   | Бронза  |
| ---------- | --------------------- | ------- | ------------------------ | ------- | ------------------------ | ------- |
| Марафон    | Сергей Рыбин Мордовия | 2:16.43 | Владимир Сафронов Москва | 2:19.11 | Михаил Кульков ХМАО-Югра | 2:19.25 |

### Женщины
| Дисциплина | Золото                               | Золото  | Серебро                              | Серебро | Бронза                           | Бронза  |
| ---------- | ------------------------------------ | ------- | ------------------------------------ | ------- | -------------------------------- | ------- |
| Марафон    | Гульнара Выговская Самарская область | 2:33.47 | Наталья Старкова Челябинская область | 2:35.16 | Наталья Соколова Санкт-Петербург | 2:37.43 |

## Чемпионат России по суточному бегу
Чемпионат России по суточному бегу прошёл 9—10 мая на стадионе «Искра» в Москве в рамках XXIII сверхмарафона «Сутки бегом». На старт вышли 56 легкоатлетов из 22 регионов России (45 мужчин и 11 женщин). Вадим Шарков установил личный рекорд 253 697 метров — лучший результат на чемпионатах страны за 12 лет. Татьяна Маслова во второй раз выиграла национальное первенство (впервые — в 2011 году).

### Мужчины
| Дисциплина   | Золото                        | Золото    | Серебро                             | Серебро   | Бронза                    | Бронза    |
| ------------ | ----------------------------- | --------- | ----------------------------------- | --------- | ------------------------- | --------- |
| Суточный бег | Вадим Шарков Хабаровский край | 253 697 м | Тимур Пономарёв Воронежская область | 231 717 м | Семён Дедюкин Саха−Якутия | 223 860 м |

### Женщины
| Дисциплина   | Золото                          | Золото    | Серебро                   | Серебро   | Бронза                          | Бронза    |
| ------------ | ------------------------------- | --------- | ------------------------- | --------- | ------------------------------- | --------- |
| Суточный бег | Татьяна Маслова Санкт-Петербург | 212 400 м | Любовь Попова Саха−Якутия | 193 060 м | Ирина Коваль Московская область | 186 348 м |

## Чемпионат России по горному бегу (вверх-вниз)
XVI чемпионат России по горному бегу (вверх-вниз) состоялся 17 мая 2014 года в посёлке Токсово, Ленинградская область. Соревнования прошли на базе местного Военного института физической культуры. На старт вышли 67 участников (46 мужчин и 21 женщина) из 13 регионов России.

### Мужчины
| Дисциплина                           | Золото                                  | Золото  | Серебро                             | Серебро | Бронза                               | Бронза  |
| ------------------------------------ | --------------------------------------- | ------- | ----------------------------------- | ------- | ------------------------------------ | ------- |
| 12 км перепад высот: +1138 м −1138 м | Александр Терентьев Ярославская область | 1:02.22 | Андрей Миняков Свердловская область | 1:02.39 | Алексей Пагнуев Свердловская область | 1:02.53 |

### Женщины
| Дисциплина                          | Золото                              | Золото | Серебро                            | Серебро | Бронза                              | Бронза |
| ----------------------------------- | ----------------------------------- | ------ | ---------------------------------- | ------- | ----------------------------------- | ------ |
| 6,9 км перепад высот: +658 м −658 м | Надежда Лещинская Самарская область | 40.17  | Анастасия Козина Самарская область | 41.05   | Екатерина Ивонина Кировская область | 41.15  |

## Чемпионат России по спортивной ходьбе
Чемпионат России по спортивной ходьбе 2014 прошёл 6—7 июня в Чебоксарах. Были разыграны 3 комплекта медалей на олимпийских дистанциях 20 км у мужчин и женщин и 50 км у мужчин. Трасса была проложена по набережной залива реки Волги. На соревнованиях проходил финальный этап отбора на чемпионат Европы: перед турниром было объявлено, что в команду попадают только победители на каждой дистанции. Более трёх минут у серебряного призёра в ходьбе на 20 км выиграл Денис Стрелков, установивший личный рекорд — 1:19.47. Высшее достижение в карьере и на счету чемпиона России на дистанции 50 км Александра Яргунькина — 3:42.26. В остром соперничестве он опередил выступавшего вне конкурса представителя Мексики Орасио Наву (3:42.51).

### Мужчины
| Дисциплина      | Золото                             | Золото  | Серебро                      | Серебро | Бронза                               | Бронза  |
| --------------- | ---------------------------------- | ------- | ---------------------------- | ------- | ------------------------------------ | ------- |
| Ходьба на 20 км | Денис Стрелков Мордовия            | 1:19.47 | Пётр Трофимов Москва Чувашия | 1:22.56 | Павел Паршин Мордовия                | 1:23.27 |
| Ходьба на 50 км | Александр Яргунькин Москва Чувашия | 3:42.26 | Роман Евстифеев Мордовия     | 3:45.41 | Сергей Степанов Мордовия Саха-Якутия | 3:54.17 |

### Женщины
| Дисциплина      | Золото                         | Золото  | Серебро                             | Серебро | Бронза                                   | Бронза  |
| --------------- | ------------------------------ | ------- | ----------------------------------- | ------- | ---------------------------------------- | ------- |
| Ходьба на 20 км | Вера Соколова Чувашия Мордовия | 1:28.05 | Светлана Васильева Чувашия Мордовия | 1:28.49 | Лина Бикулова Москва Челябинская область | 1:30.28 |

## Чемпионат России по многоборьям
Чемпионы России в многоборьях (мужское десятиборье и женское семиборье) были определены 9—11 июня 2014 года в Чебоксарах. Соревнования прошли на Центральном стадионе «Олимпийский». На турнире определялся состав сборной России на чемпионат Европы по лёгкой атлетике и Кубок Европы по многоборьям в польском Торуне. Во второй день соревнований сильно испортились погодные условия. Заключительные виды многоборья сопровождались дождём, градом и ураганным ветром.

### Мужчины
| Дисциплина  | Золото                                     | Золото    | Серебро                                                | Серебро    | Бронза                                  | Бронза     |
| ----------- | ------------------------------------------ | --------- | ------------------------------------------------------ | ---------- | --------------------------------------- | ---------- |
| Десятиборье | Сергей Свиридов Москва Кемеровская область | 8193 очка | Илья Шкуренёв Волгоградская область Краснодарский край | 7977 очков | Иван Григорьев Санкт-Петербург Удмуртия | 7900 очков |

### Женщины
| Дисциплина | Золото                                                | Золото     | Серебро            | Серебро   | Бронза                                | Бронза     |
| ---------- | ----------------------------------------------------- | ---------- | ------------------ | --------- | ------------------------------------- | ---------- |
| Семиборье  | Александра Бутвина Санкт-Петербург Ростовская область | 6068 очков | Любовь Ткач Москва | 5903 очка | Кристина Полтавец Кемеровская область | 5785 очков |

## Чемпионат России по бегу на 10 000 метров
Победители чемпионата России 2014 года в беге на 10 000 метров определились в рамках Кубка России по лёгкой атлетике. Старты состоялись 9 июля в подмосковном Ерино на стадионе спорткомплекса «Подолье». Впервые в чемпионате России участвовали три кенийских бегуна из Поволжской академии спорта в Казани, ожидавшие получения российского гражданства: Эванс Киплагат, Амос Кибиток и Николас Чепсеба. С самого начала дистанции они захватили лидерство в мужском забеге, предложив соперникам достаточно высокий темп. Примерно за 3 километра до финиша вперёд вышли братья-близнецы Анатолий и Евгений Рыбаковы, после чего постепенно стали отрываться от преследователей, подгоняемые горячей поддержкой болельщиков. Они и разыграли между собой победу, а итогом правильно разложенных по дистанции сил стали личные рекорды для обоих. Лучший из кенийцев, Кибиток, занял 4-е место со временем 28.29,69. По уровню показанных результатов забег стал вторым в истории России после чемпионата России 2008 года, на котором Сергей Иванов установил рекорд России (27.53,12).

### Мужчины
| Дисциплина | Золото                              | Золото   | Серебро                              | Серебро  | Бронза                  | Бронза   |
| ---------- | ----------------------------------- | -------- | ------------------------------------ | -------- | ----------------------- | -------- |
| 10 000 м   | Евгений Рыбаков Кемеровская область | 28.02,79 | Анатолий Рыбаков Кемеровская область | 28.03,59 | Дмитрий Сафронов Москва | 28.18,78 |

### Женщины
| Дисциплина | Золото                            | Золото   | Серебро                                 | Серебро  | Бронза                                      | Бронза   |
| ---------- | --------------------------------- | -------- | --------------------------------------- | -------- | ------------------------------------------- | -------- |
| 10 000 м   | Елена Наговицына Чувашия Удмуртия | 32.11,63 | Валентина Галимова Москва Пермский край | 32.14,82 | Альбина Майорова Чувашия Московская область | 32.29,62 |

## Чемпионат России по эстафетному бегу
Медали чемпионата России в неолимпийских дисциплинах эстафетного бега (шведские эстафеты 400+300+200+100 м и 800+400+200+100 м, 4×800 м, 4×1500 м, 4×110(100) м с барьерами) были разыграны в Адлере 4—7 сентября 2014 года на легкоатлетическом стадионе спортивного комплекса «Юность». На соревнованиях были обновлены три рекорда России. Первый из них установила женская сборная Санкт-Петербурга в барьерной эстафете 4×100 метров — 54,70. Предыдущее достижение, установленное в 2007 году также спортсменками из города на Неве, было перекрыто более чем на 1,5 секунды. Мужчины из Иркутской области превзошли рекорд 12-летней давности в шведской эстафете 800+400+200+100 метров, улучшив его на 4 сотых секунды. Новый ориентир — 3.07,24. Ещё одно старое всероссийское достижение удалось улучшить мужчинам из сборной Санкт-Петербурга в эстафете 4×1500 метров. Они пробежали быстрее времени сборной России ещё 1992 года, скинув с него чуть более 2 десятых секунды — 15.15,01.

### Мужчины
| Дисциплина                   | Золото                                                                                               | Золото   | Серебро                                                                                          | Серебро  | Бронза                                                                                        | Бронза   |
| ---------------------------- | --- | -------- | ------------------------------------------------------------------------------------------------ | -------- | --------------------------------------------------------------------------------------------- | -------- |
| Эстафета 400+300+200+100 м   | Новосибирская область · Вячеслав Сакаев · Вадим Зеленковский · Никита Андриянов · Николай Березников | 1.52,91  | Курская область · Андрей Чернышов · Роман Толмачёв · Пётр Пахомов · Андрей Рытиков               | 1.53,10  | Иркутская область · Вадим Резвых · Евгений Панасенко · Артём Копырялов · Вячеслав Егоров      | 1.53,45  |
| Эстафета 800+400+200+100 м   | Иркутская область · Василий Садилов · Дмитрий Буряк · Артём Копырялов · Михаил Идрисов               | 3.07,24  | Иркутская область · Александр Иванов · Евгений Панасенко · Евгений Хмелёв · Игорь Ясенский       | 3.09,46  | Санкт-Петербург · Александр Сторожев · Сергей Петухов · Андрей Руденко · Глеб Балуев          | 3.09,72  |
| Эстафета 4×800 м             | Башкортостан · Эмиль Гаймалов · Алексей Митюков · Данил Стрельников · Ильгам Ишмухаметов             | 7.22,17  | Санкт-Петербург · Александр Сторожев · Алексей Харитонов · Павел Хворостухин · Тимофей Петров    | 7.23,24  | Иркутская область · Юрий Коновалов · Дмитрий Гаврилов · Алексей Коновалов · Александр Иванов  | 7.26,47  |
| Эстафета 4×1500 м            | Санкт-Петербург · Дмитрий Трипутень · Алексей Харитонов · Тимофей Петров · Павел Хворостухин         | 15.15,01 | Иркутская область · Николай Воливецкий · Алексей Коновалов · Дмитрий Гаврилов · Александр Иванов | 15.21,27 | Новосибирская область · Андрей Алексеев · Антон Кулятин · Игорь Максимов · Виктор Бахарев     | 15.23,00 |
| Эстафета 4×110 м с барьерами | Кемеровская область · Андрей Хайлов · Алексей Мартынов · Евгений Власов · Алексей Черкасов           | 58,11    | Санкт-Петербург · Сергей Солодов · Иван Григорьев · Ламин Фофана · Роман Кондратьев              | 58,80    | Московская область · Антон Рудницкий · Александр Попов · Дмитрий Виноградов · Евгений Борисов | 1.01,01  |

### Женщины
| Дисциплина                   | Золото                                                                                           | Золото    | Серебро                                                                                             | Серебро   | Бронза                                                                                              | Бронза    |
| ---------------------------- | ------------------------------------------------------------------------------------------------ | --------- | --------------------------------------------------------------------------------------------------- | --------- | --------------------------------------------------------------------------------------------------- | --------- |
| Эстафета 400+300+200+100 м   | Иркутская область · Марина Коновалова · Анастасия Кочержова · Елена Болсун · Вероника Мартьянова | 2.06,43   | Новосибирская область · Надежда Видеркер · Анастасия Федяева · Тамара Сластникова · Арина Маслюк    | 2.09,15   | Московская область · Мария Николаева · Карина Дубынина · Мария Молчанова · Ксения Разгуляева        | 2.10,82   |
| Эстафета 800+400+200+100 м   | Ставропольский край · Елена Жилкина · Анна Егорова · Софья Лунёва · Галина Момотова              | 3.33,95   | Иркутская область · Ольга Ницина · Марина Коновалова · Елена Болсун · Анастасия Кочержова           | 3.35,40   | Московская область · Александра Павлютенкова · Мария Николаева · Карина Дубынина · Антонина Грибова | 3.35,74   |
| Эстафета 4×800 м             | Башкортостан · Юлия Васильева · Анна Мусина · Наталья Данилова · Алёна Шухтуева                  | 8.20,32   | Санкт-Петербург · Надежда Алексеева · Екатерина Шаповалова · Анастасия Калина · Юлия Чиженко        | 8.23,84   | Московская область · Анастасия Поцелуева · Елена Тумаева · Олеся Муратова · Александра Павлютенкова | 8.41,03   |
| Эстафета 4×1500 м            | Башкортостан · Алёна Шухтуева · Анна Мусина · Юлия Васильева · Альфия Мурясова                   | 17.24,65  | Санкт-Петербург · Оксана Зброжек · Ульяна Аввакуменкова · Анастасия Калина · Юлия Чиженко           | 17.32,53  | Курская область · Ирина Сергеева · Лариса Клеймёнова · Олеся Михеева · Кристина Угарова             | 17.45,85  |
| Эстафета 4×100 м с барьерами | Краснодарский край [m] · Валентина Кибальникова · Юлия Жук · Елена Ермолина · Полина Бордюгова   | 56,13 [m] | Красноярский край [m] · Ирина Рябова · Екатерина Челнокова · Екатерина Павлик · Екатерина Воронкова | 56,87 [m] | Московская область [m] · Ульяна Александрова · Анна Астахова · Мария Ефремова · Анастасия Николаева | 56,99 [m] |

m  1 февраля 2019 года стало известно, что Спортивный арбитражный суд на основании доклада Макларена и показаний Григория Родченкова признал 12 российских легкоатлетов виновными в нарушении антидопинговых правил. Среди них оказалась бегунья на 100 метров с барьерами Екатерина Галицкая. Все её результаты с 15 июля 2012 года по 31 декабря 2014 года были аннулированы, в том числе первое место сборной Санкт-Петербурга (Ирина Решёткина, Ольга Самылова, Виктория Гаппова, Екатерина Галицкая) на чемпионате России по эстафетам — 2014 в эстафете 4×100 м с барьерами с результатом 54,70.

## Чемпионат России по полумарафону
Чемпионат России по полумарафону 2014 состоялся 6 сентября в городе Уфа. Дистанция протяжённостью 21,0975 км была проложена по территории парка «Кашкадан». У мужчин все три призёра соревнований установили личные рекорды. Победителем стал Фёдор Шутов, в одиночку лидировавший большую часть дистанции и выигравший в итоге на финише у серебряного призёра более минуты. С точностью до наоборот происходил забег в соревнованиях женщин. В середине дистанции в лидирующей группе было 6 человек. Ближе к финишу она постепенно редела и окончательно сократилась до дуэта Нины Поднебесновой и бронзового призёра Олимпийских игр в марафоне Татьяны Архиповой на 20-м километре. На заключительном отрезке ни одной из них не удалось оторваться от конкурентки, борьба велась до последнего метра, победу в которой с минимальным отрывом в 0,1 секунды вырвала Архипова.

### Мужчины
| Дисциплина  | Золото                      | Золото  | Серебро                              | Серебро | Бронза                    | Бронза  |
| ----------- | --------------------------- | ------- | ------------------------------------ | ------- | ------------------------- | ------- |
| Полумарафон | Фёдор Шутов Москва Удмуртия | 1:04.02 | Артём Аплачкин Москва Алтайский край | 1:05.21 | Алексей Полтанов Удмуртия | 1:05.26 |

### Женщины
| Дисциплина  | Золото                   | Золото  | Серебро                          | Серебро | Бронза                           | Бронза  |
| ----------- | ------------------------ | ------- | -------------------------------- | ------- | -------------------------------- | ------- |
| Полумарафон | Татьяна Архипова Чувашия | 1:13.34 | Нина Поднебеснова Омская область | 1:13.34 | Ольга Глок Новосибирская область | 1:14.01 |

## Чемпионат России по кроссу (осень)
Осенний чемпионат России по кроссу прошёл в Зауральной роще города Оренбурга 27—28 сентября 2014 года. Мужчины определили сильнейшего на дистанции 10 км, женщины — 6 км. Соревнования являлись отборочными к чемпионату Европы по кроссу, прошедшему в болгарском Самокове. Екатерина Соколенко защитила своё звание чемпионки страны, добытое годом ранее.

### Мужчины
| Дисциплина  | Золото                                                  | Золото | Серебро                   | Серебро   | Бронза                                 | Бронза    |
| ----------- | ------------------------------------------------------- | ------ | ------------------------- | --------- | -------------------------------------- | --------- |
| Кросс 10 км | Игорь Максимов Новосибирская область Забайкальский край | 30.54  | Сергей Рыбин [n] Мордовия | 31.15 [n] | Александр Именин [n] Рязанская область | 31.20 [n] |

n  27 сентября 2016 года Международная ассоциация легкоатлетических федераций опубликовала список спортсменов, дисквалифицированных в связи с допинговыми нарушениями. Среди них оказался российский бегун Ильдар Миншин, отстранённый от соревнований на 2 года на основании отклонений показателей крови в биологическом паспорте. Его результаты с 15 августа 2009 года были аннулированы, в том числе второе место на чемпионате России по кроссу 2014 года на дистанции 10 км с результатом 30.59.

### Женщины
| Дисциплина | Золото                                                    | Золото | Серебро                   | Серебро | Бронза                                                | Бронза |
| ---------- | --------------------------------------------------------- | ------ | ------------------------- | ------- | ----------------------------------------------------- | ------ |
| Кросс 6 км | Екатерина Соколенко Томская область Новосибирская область | 20.44  | Людмила Лебедева Марий Эл | 20.56   | Светлана Аплачкина Воронежская область Алтайский край | 21.02  |

## Чемпионат России по горному бегу (длинная дистанция)
VIII чемпионат России по длинному горному бегу состоялся 26 октября 2014 года в Красной Поляне, Краснодарский край. На старт вышли 26 участников (16 мужчин и 10 женщин) из 15 регионов России. Юрий Тарасов и Любовь Добровольская решили исход борьбы за чемпионство на второй половине дистанции. Тарасов стал чемпионом страны в третий раз подряд.

### Мужчины
| Дисциплина                           | Золото                             | Золото  | Серебро                 | Серебро | Бронза                                  | Бронза  |
| ------------------------------------ | ---------------------------------- | ------- | ----------------------- | ------- | --------------------------------------- | ------- |
| 30 км перепад высот: +1311 м −1311 м | Юрий Тарасов Новосибирская область | 2:00.48 | Ренат Кашапов Татарстан | 2:03.30 | Александр Терентьев Ярославская область | 2:05.59 |

### Женщины
| Дисциплина                           | Золото                                 | Золото  | Серебро                       | Серебро | Бронза                                   | Бронза  |
| ------------------------------------ | -------------------------------------- | ------- | ----------------------------- | ------- | ---------------------------------------- | ------- |
| 30 км перепад высот: +1311 м −1311 м | Любовь Добровольская Самарская область | 2:21.18 | Юлия Смирнова Томская область | 2:23.54 | Александра Жаворонкова Самарская область | 2:26.24 |

## Состав сборной России для участия в чемпионате Европы
По итогам чемпионата и с учётом выполнения необходимых нормативов, в состав сборной для участия в чемпионате Европы по лёгкой атлетике в Цюрихе вошли 92 атлета (45 мужчин и 47 женщин):
Мужчины
100 м: Михаил Идрисов.

400 м: Максим Дылдин — имел освобождение от отбора, Павел Тренихин.

Эстафета 4х400 м: Павел Ивашко — имел освобождение от отбора, Максим Дылдин, Владимир Краснов, Никита Углов, Павел Тренихин, Александр Хютте.

10 000 м: Евгений Рыбаков, Анатолий Рыбаков — позднее снялся с соревнований из-за болезни.

Марафон: Сергей Рыбин, Алексей Реунков, Степан Киселёв, Алексей Соколов (мл.).

3000 м с препятствиями: Николай Чавкин, Иван Лукьянов, Андрей Фарносов.

110 м с барьерами: Сергей Шубенков — имел освобождение от отбора, Константин Шабанов.

400 м с барьерами: Тимофей Чалый, Денис Кудрявцев, Олег Миронов.

Прыжок в высоту: Иван Ухов — имел освобождение от отбора, Даниил Цыплаков, Алексей Дмитрик.

Прыжок с шестом: Илья Мудров, Сергей Кучеряну, Александр Грипич.

Прыжок в длину: Александр Меньков — имел освобождение от отбора, Александр Петров.

Тройной прыжок: Люкман Адамс — имел освобождение от отбора, Алексей Фёдоров.

Толкание ядра: Александр Лесной, Валерий Кокоев.

Метание диска: Глеб Сидорченко, Виктор Бутенко.

Метание молота: Сергей Литвинов — имел освобождение от отбора.

Метание копья: Валерий Иордан, Дмитрий Тарабин.

Десятиборье: Сергей Свиридов, Илья Шкуренёв.

Ходьба 20 км: Александр Иванов, Денис Стрелков.

Ходьба 50 км: Михаил Рыжов, Иван Носков, Александр Яргунькин.
Женщины
200 м: Екатерина Реньжина — имела освобождение от отбора, Екатерина Вуколова.

Эстафета 4х100 м: Кристина Сивкова, Елизавета Савлинис, Наталья Русакова, Екатерина Вуколова, Марина Пантелеева.

400 м: Татьяна Вешкурова, Ксения Задорина.

Эстафета 4х400 м: Алёна Тамкова — имела освобождение от отбора, Татьяна Вешкурова, Екатерина Реньжина, Ксения Задорина, Татьяна Фирова, Мария Михайлюк.

800 м: Екатерина Поистогова — имела освобождение от отбора, Светлана Рогозина.

1500 м: Светлана Карамашева, Анна Щагина.

5000 м: Елена Коробкина.

10 000 м: Елена Наговицына, Валентина Галимова.

Марафон: Гульнара Выговская, Альбина Майорова, Наталья Пучкова, Надежда Леонтьева.

3000 м с препятствиями: Наталья Аристархова — позднее снялась с соревнований из-за травмы, Екатерина Соколенко, Наталья Власова.

100 м с барьерами: Юлия Кондакова — имела освобождение от отбора, Светлана Топилина, Екатерина Галицкая.

400 м с барьерами: Ирина Давыдова, Вера Рудакова.

Прыжок в высоту: Мария Кучина.

Прыжок с шестом: Анжелика Сидорова, Ангелина Краснова, Алёна Лутковская — отобралась по итогам чемпионата мира среди юниоров.

Прыжок в длину: Дарья Клишина, Анна Кляшторная.

Тройной прыжок: Екатерина Конева, Алсу Муртазина, Ирина Гуменюк.

Толкание ядра: Евгения Колодко, Ирина Тарасова.

Метание диска: Екатерина Строкова — имела освобождение от отбора, Юлия Мальцева.

Метание молота: Анна Булгакова.

Ходьба 20 км: Анися Кирдяпкина — позднее снялась с соревнований из-за отравления, Эльмира Алембекова, Вера Соколова.